# Gabriel Lesiewski
Gabriel Lesiewski herbu Ogończyk – kasztelan sochaczewski w latach 1774–1775, chorąży rawski w latach 1767–1773, sędzia ziemski rawski w 1744 roku, stolnik inflancki w latach 1730–1744.
Poseł ziemi rawskiej na sejm 1758 roku, poseł województwa rawskiego na sejm konwokacyjny 1764 roku. Podpisał elekcję 1764 roku z ziemią rawską. 